# Jeff Hastings
Jeffrey Paul Hastings detto Jeff (Mountain Home, 25 giugno 1959) è un ex saltatore con gli sci statunitense.
È fratello di Chris, a sua volta saltatore con gli sci di alto livello.

## Biografia
In Coppa del Mondo esordì il 23 gennaio 1981 a Gstaad (15°), ottenne il primo podio il 19 marzo 1982 a Štrbské Pleso (3°) e l'unica vittoria il 18 dicembre 1983 a Lake Placid.
In carriera prese parte a un'edizione dei Giochi olimpici invernali, Sarajevo 1984 (9° nel trampolino normale, 4° nel trampolino lungo) e a una dei Campionati mondiali, Oslo 1982 (6° nella gara a squadre il miglior piazzamento).

## Palmarès

### Coppa del Mondo
- Miglior piazzamento in classifica generale: 4º nel 1984
- 6 podi (tutti individuali:
  - 1 vittoria
  - 2 secondi posti
  - 3 terzi posti

#### Coppa del Mondo - vittorie
| Data             | Località    | Nazione     | Trampolino               |
| ---------------- | ----------- | ----------- | ------------------------ |
| 18 dicembre 1983 | Lake Placid | Stati Uniti | MacKenzie Intervale K114 |

### Campionati statunitensi
- 4 ori[1]